# Ковалёв, Тимофей Алексеевич
Тимофей Алексеевич Ковалёв (3 января 1918, Никитино, Западная область — 15 июля 1981, Москва) — советский лётчик, майор Советской Армии, участник Великой Отечественной войны, Герой Советского Союза (1945). После увольнения в запас работал пилотом в гражданской авиации.

## Биография
Тимофей Алексеевич Ковалёв родился 3 января 1918 года в крестьянской семье в деревне Никитино Каблуковской волости Краснинского уезда Смоленской губернии, это может быть деревня Никитино № 1-й или деревня Никитино № 2-й указанной волости. Ныне деревня Никитино входит в Талашкинское сельское поселение Смоленского района Смоленской области.
Окончил семилетнюю школу, Николо-Погорельский сельскохозяйственный техникум. В 1939 году окончил Тамбовскую школу пилотов Гражданского воздушного флота. С 1939 года работал пилотом-инструктором 73-й учебной эскадрильи гражданского воздушного флота в городе Кургане. Летал на гражданском пассажирском самолёте П-5 и многоцелевом самолёте По-2.
В январе 1942 года Ковалёв был переведён на службу в Рабоче-крестьянскую Красную Армию из Гражданского воздушного флота. На фронте с 9 января 1942 года.
В феврале 1942 года высадил в тылу противника майора Жабо и комиссара Лившиц, имевших задачу организовать партизанское движение в районе Желанье — Великополье.
В ночь на 19 марта 1942 года член ВЛКСМ, пилот 4-го класса отряда Б-6 Особой Западной Авиагруппы младший лейтенант Т. А. Ковалёв точным бомбовым ударом поджег штаб гитлеровской дивизии в районе поселка Знаменка, сбросив с высоты 100 м зажигательные мешки. При осмотре на базе в самолёте обнаружили более 300 пробоин, а сам пилот получил ранение правой руки.
В ночь на 6 апреля 1942 года, не закончив лечение, лейтенант Ковалёв взял на себя задачу доставить двух офицеров связи к командующему 33-й армией генерал-лейтенанту М. Г. Ефремову, войска которого сражались в тылу противника в районе Вязьма — Знаменка. Совершив посадку в заданном пункте, Ковалёв отправил офицеров искать штаб Ефремова, а сам стал осматривать площадку для взлета. В это время по направлению к машине из леса выбежала группа фашистов. Летчик более 20 минут отстреливался от врага, ожидая офицеров, а затем взлетел. Увидев офицеров, вступивших в бой с гитлеровцами, Ковалёв ещё раз приземлился, подобрал офицеров и взлетел. Продолжая полёт, Ковалёв обнаружил войска Ефремова, высадил офицеров, принял на борт раненых и вернулся на свой аэродром. Впоследствии выяснилось, что указанный пункт к концу дня был занят противником.
В апреле 1942 года 4-й воздушно-десантный корпус генерал-майора А. Ф. Казанкина оказался без связи в районе Преображенск — ст. Угра. Т. А. Ковалёв организовал связь с корпусом. В мае-июне 1942 года Ковалёв выполнил аналогичное задание для 1-го гвардейского кавалерийского корпуса генерал-лейтенанта П. А. Белова, действовавшего во вражеском тылу в районе Дорогобужа.
В июне 1942 года вывез знамя 2-й гвардейской кавалерийской дивизии, и заместителя её командира т. П. И. Зубова и командира воздушно-десантной бригады т. Н. Л. Солдатова, оказавшихся в окружении в Метищеском лесу (район ст. Лук). В августе 1942 года руководил эвакуацией штаба генерал-лейтенанта Белова, причём лично вывез Белова и наиболее важные штабные документы.
В ноябре 1942 года вывез из Клетнянского леса командира партизанского отряда Данченко, доставил ему магнитные мины, которыми уничтожено 2 склада боеприпасов, 15 паровозов, 18 Ю-88, 2 Хе-111.
В декабре 1942 года в сложных метеоусловиях обеспечил связь с кавалерийским корпусом генерал-майора Корсакова. 1 января 1943 года, учитывая особую важность полёта, днём, на бреющем полёте доставил подполковника Сапунова и оперативный план вывода корпуса Корсакова. Командующий 1 ВА за этот полёт объявил Т. А. Ковалёву благодарность.
С 1943 года член ВКП(б), в 1952 году партия переименована в КПСС.
К июню 1944 года капитан Тимофей Ковалёв командовал эскадрильей 15-го ночного легкобомбардировочного авиационного полка 213-й ночной бомбардировочной авиадивизии 1-й воздушной армии 3-го Белорусского фронта. К тому времени он совершил 252 боевых вылета в тёмное время суток на бомбардировку и доставку грузов во вражеский тыл. Он первым установил связь с партизанским отрядом «Дедушки», действовавшим в районе Дорогобужа, отрядом имени Сергея Лазо, с партизанским отрядом Федорова и другими. За эти заслуги Ковалёв был представлен к званию Героя Советского Союза. Всего же за время войны майор Ковалёва совершил 672 боевых вылета, из них 32 по особому заданию командования.
Участвовал в Оршанской и Витебской наступательных операциях, освобождении Литвы и наступлении в Восточной Пруссии.
Указом Президиума Верховного Совета СССР от 29 июня 1945 года за «образцовое выполнение заданий командования и проявленные мужество и героизм в боях с немецкими захватчиками» майор Тимофей Ковалёв был удостоен высокого звания Героя Советского Союза с вручением ордена Ленина и медали «Золотая Звезда» за номером 6291.
После окончания войны Ковалёв продолжил службу в Советской Армии. В 1950 году он окончил Военно-воздушную академию. В 1954 году Ковалёв был уволен в запас. Проживал сначала на Камчатке, где работал пилотом в гражданской авиации, позднее переехал в Москву.
Тимофей Алексеевич Ковалёв скончался 15 июля 1981 года, похоронен на Преображенском кладбище Москвы (участок 14).

## Награды
- Герой Советского Союза, 29 июня 1945 года[4][5]
  - Орден Ленина
  - Медаль «Золотая Звезда» № 6291
- Орден Ленина, 30 августа 1943 года (вручен 19 октября 1943 года)[6]
- Орден Красного Знамени, дважды: 29 июля 1942 года[7] (вручён 17 августа 1942 года), 21 февраля 1943 года[8] (вручён 20 апреля 1943 года).
- Орден Александра Невского 22 февраля 1945 года (вручен 16 марта 1945 года) — за 250 боевых вылетов[9]
- Орден Отечественной войны I степени, 29 апреля 1945 года — за 241 боевой вылет ночью[10]
- Медали[3], в том числе:
  - Медаль «За отвагу», 16 апреля 1942 года (вручена 17 августа 1942 года) — за 145 боевых вылетов[11]
  - Медаль «За боевые заслуги», 17 мая 1951 года
  - Медаль «Партизану Отечественной войны» I степени, 24 июня 1943 года (вручена 17 июля 1943 года).
  - Медаль «За победу над Германией в Великой Отечественной войне 1941—1945 гг.», 23 августа 1945 года[12]
  - Медаль «За взятие Кёнигсберга», 19 октября 1945 года[13]
- Именные часы от командующего 1-й воздушной армии, 1942 год.

## Семья
Жена Анна Лаврентьевна (14 октября 1923 — 6 декабря 2007)